# L'Enfant bleu (Gainsborough)
Pour les articles homonymes, voir L'Enfant bleu.
L’Enfant bleu (The Blue Boy) est une peinture de l'artiste anglais Thomas Gainsborough peinte en 1779. Le tableau est actuellement conservé à la Bibliothèque Huntington de San Marino aux États-Unis.
En 2022, l'œuvre est prêtée pour une exposition exceptionnelle à la National Gallery de Londres.

## Description
Cette œuvre, sans doute l'une des plus célèbres du peintre, représente un jeune garçon habillé de vêtements aux tons dominants de bleu, avec des nuances gris et argent, sur un fond nocturnal.
Le modèle est peut-être Jonathan Buttall (1752–1805), fils d'un riche marchand d'étoffes, mais cela n'a jamais été prouvé : toutefois, la toile appartenait bien à Buttall en 1796, au moment où il fit faillite.
Une autre hypothèse veut que le modèle ait été un neveu de Gainsborough.

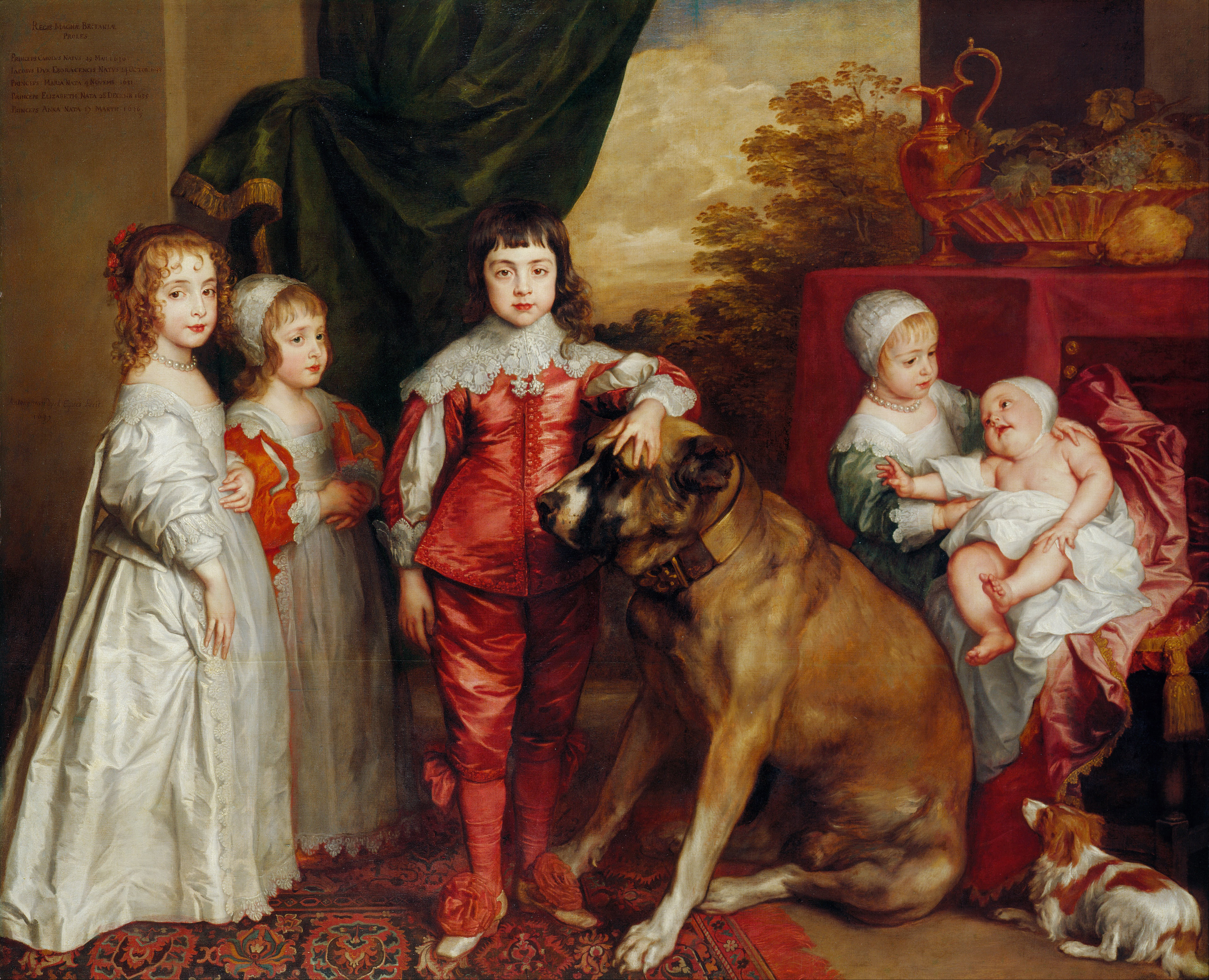
Anthony van Dyck : Les Cinq Enfants de Charles Ier (1637).

Pour Gainsborough, il s'agit à la fois ici d'un portrait quasiment à taille réelle et d'une étude sur le costume où la posture du sujet est rendue comme un hommage à The Children of King Charles I of England peinte par Antoine van Dyck en 1637 où le futur Charles II d'Angleterre est représenté en habits rouges, dans une posture quasi identique. Autre référence à la peinture de van Dyck, Gainsborough avait également représenté un chien aux pieds du jeune garçon, qui a été recouvert par la suite.

## Propriétaires successifs
Après la faillite de Buttall, la toile est rachetée par le politicien John Nesbitt, puis, en 1802, par le portraitiste John Hoppner. En 1809, elle passe dans la famille de Robert Grosvenor, comte de Westminster (1767-1845) où elle demeure jusqu'en 1921, date à laquelle elle est achetée par le marchand d'art Joseph Duveen.
Entre-temps, la toile avait été reproduite sous forme d'estampes et connaissait un certain succès au Royaume-Uni où elle était exposée régulièrement, entre autres à la Royal Academy. Duveen la cède contre 182 200 livres sterling au magnat américain des chemins de fer Henry Edwards Huntington, ce que la presse britannique regrette amèrement.
Avant son départ pour la Californie, la toile, véritable icône, fut exposée une dernière fois à la National Gallery (Londres) en janvier 1922 : ce furent 90 000 personnes qui défilèrent pour l'admirer, puis, le conservateur en chef, Charles Holmes, inscrivit au dos du tableau ces simples mots : « Au revoir. C.H. ».
La Bibliothèque Huntington l'expose en face d'un tableau de Thomas Lawrence intitulé Pinkie (1794).

## Influence dans l'art et la culture populaire
Cette peinture a inspiré le film Der Knabe in Blau (1919) de Friedrich Wilhelm Murnau et est citée indirectement par Serge Gainsbourg dans sa chanson 69 année érotique : le chanteur trouvait à ce garçon une ressemblance avec Jane Birkin.
Le peintre Robert Rauschenberg a confié que c'est cette toile qui avait déterminé sa vocation.
Dans une relecture moderne de l'œuvre au début du XXIe siècle, L’Enfant en bleu est décrit comme un « symbole [...] puissant de l'identité de genre non conformiste et de l'attirance envers le même sexe » et un « symbole de la fierté homosexuelle ».